# Sistemul MKfS de unități
Sistemul MKfS de unități este un sistem de unități de măsură care a fost mult folosit în tehnică înainte de a fi adoptat Sistemul internațional de unități. Este cunoscut și sub denumirea de Sistemul tehnic de unități.
Importanța actuală a sistemului MKfS este înțelegerea și transformarea unităților de măsură din documentația tehnică dinainte de adoptarea SI, documentație a cărei calitate și utilitate este și astăzi recunoscută.

## Descriere
Denumirea sistemului mecanic restrâns MKfS vine de la unitățile sale fundamentale: metru, kilogram-forță și secundă, care sunt unitățile pentru mărimile fundamentale lungime, forță și timp. Unitatea fundamentală de forță este definită în modul următor: Kilogramul-forță este forța a cărei valoare e egală cu greutatea prototipului internațional de masă, măsurată în vid, la accelerația normală a gravitației de 9,80665 m/s2. 

## Unități ale sistemului MKfS
Unitățile de măsură sunt prezentate în tabelele următoare, care cuprind și relațiile de echivalență cu unități din SI și CGS.
| Mărime                               | Simbol | Definiție | Unitate | Simbol UM   | Relații de transformare                      |
| ------------------------------------ | ------ | --------- | --- | ----------- | -------------------------------------------- |
| Forță                                | F      | -         | Kilogram-forță: Unitate fundamentală | kgf         | 1 kgf = 9,80665 N = 9,80665×105 dyn          |
| Masă                                 | m      | m = F/a   | Kilogram-forță secundă la pătrat pe metru (denumire alternativă: unitatea tehnică de masă, u.t.m.) Masa (presupusă punctuală) care, sub acțiunea reprezentată de forța de un kilogram-forță, primește o accelerație de un metru pe secundă la pătrat. | kgf s2/m    | 1 kgf s2/m = 9,80665 kg = 9,80665×103 g      |
| Greutate specifică                   | γ      | γ = G/V   | Kilogram-forță pe metru cub Greutatea specifică a unui corp omogen, având greutatea de un kilogram-forță și volumul de un metru cub. | kgf/m3      | 1 kgf/m3 = 9,80665 N/m3 = 0,980665 dyn/cm3   |
| Presiune                             | p      | p = F/A   | Kilogram-forță pe metru pătrat Presiunea exercitată normal de o forță de un kilogram-forță, uniform repartizată pe aria de un metru pătrat. | kgf/m2      | 1 kgf/m2 = 9,80665 N/m2 = 9,80665×10 dyn/cm2 |
| Lucru mecanic Energie                | L W, E | E = F l   | Kilogrammetru Lucrul mecanic efectuat de o forță de un kilogram-forță, al cărei punct material de aplicație se deplasează cu un metru în direcția și în sensul forței.                                                                                | kgm (kgf m) | 1 kgm = 9,80665 J = 9,80665×107 dyn          |
| Putere                               | P      | P = W/t   | Kilogrammetru pe secundă Puterea care corespunde unui schimb de energie de un kilogrammetru pe secundă. | kgm/s       | 1 kgm/s = 9,80665 W                          |
| Momentul unei forțe sau a unui cuplu | M      | M = l F   | Metru kilogram-forță Momentul unei forțe de un kilogram-forță, în raport cu un punct situat la distanța de un metru de ea. | m kgf       | 1 m kgf = 9,80665 m N                        |
| Percusiune                           | p      | p = F t   | Kilogram-forță secundă Percusiunea unei forțe de un kilogram-forță, exercitată timp de o secundă. | kgf s       | 1 kgf s = 9,80665 N s                        |

În afară de unitățile prezentate se pot folosi și multiplii și submultiplii lor, iar când e cazul și multiplii unităților de timp. Dintre multipli, unii au denumiri speciale:
| Mărime   | Simbol | Unitate           | Simbol UM  | Relația cu unitatea principală |
| -------- | ------ | ----------------- | ---------- | ------------------------------ |
| Forță    | F      | Tonă-forță        | tf         | 1 tf = 103 kgf                 |
| Presiune | p      | Atmosferă tehnică | at, kgf/m2 | 1 at = 104 kgf/m2 = 1 kgf/cm2  |
| Putere   | P      | Cal-putere†       | CP         | 1 CP = 75 kgm/s                |

† Se va evita utilizarea acestei unități.